# Ceratina pembana
Ceratina pembana är en biart som beskrevs av Cockerell 1935. Ceratina pembana ingår i släktet märgbin, och familjen långtungebin. Inga underarter finns listade i Catalogue of Life.